# 풍뎅이과
풍뎅이과(표준어: 풍뎅잇과, 문화어: 풍덩이과) 또는 소똥구리과는 딱정벌레목의 하위 과이다. 2만여종이 있으며, 식성이 다양하여 농작물의 잎, 동물의 배설물, 나무의 즙, 꽃과 과일의 꽃가루와 즙 등을 먹는다. 천적으로는 여름철에 풍뎅이의 유충에 알을 낳아서 기생하는 벌인 배벌, 유충과 성충을 잡아먹는 때까치와 인간 등이 있다.

## 사진

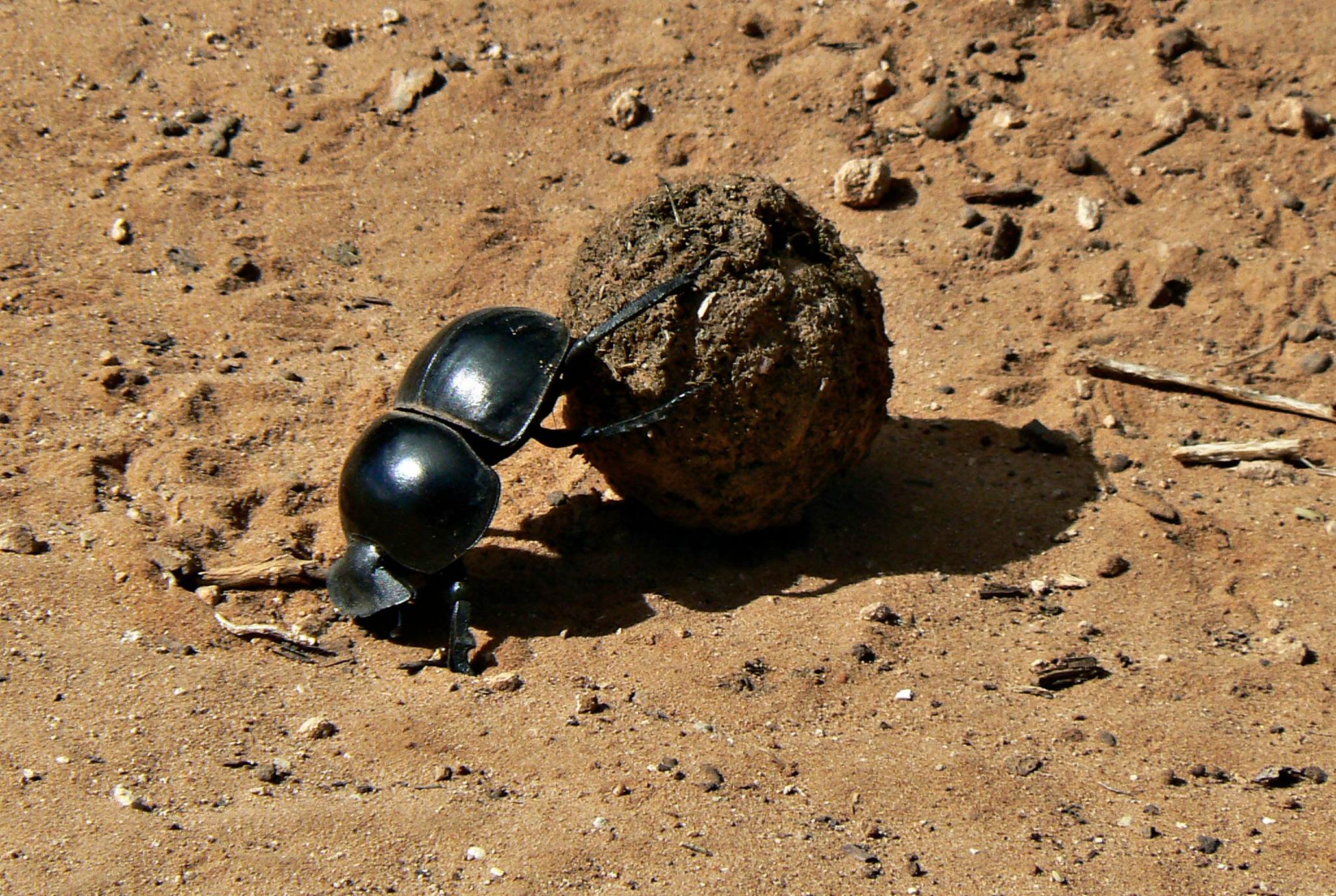
Circellium bachuss
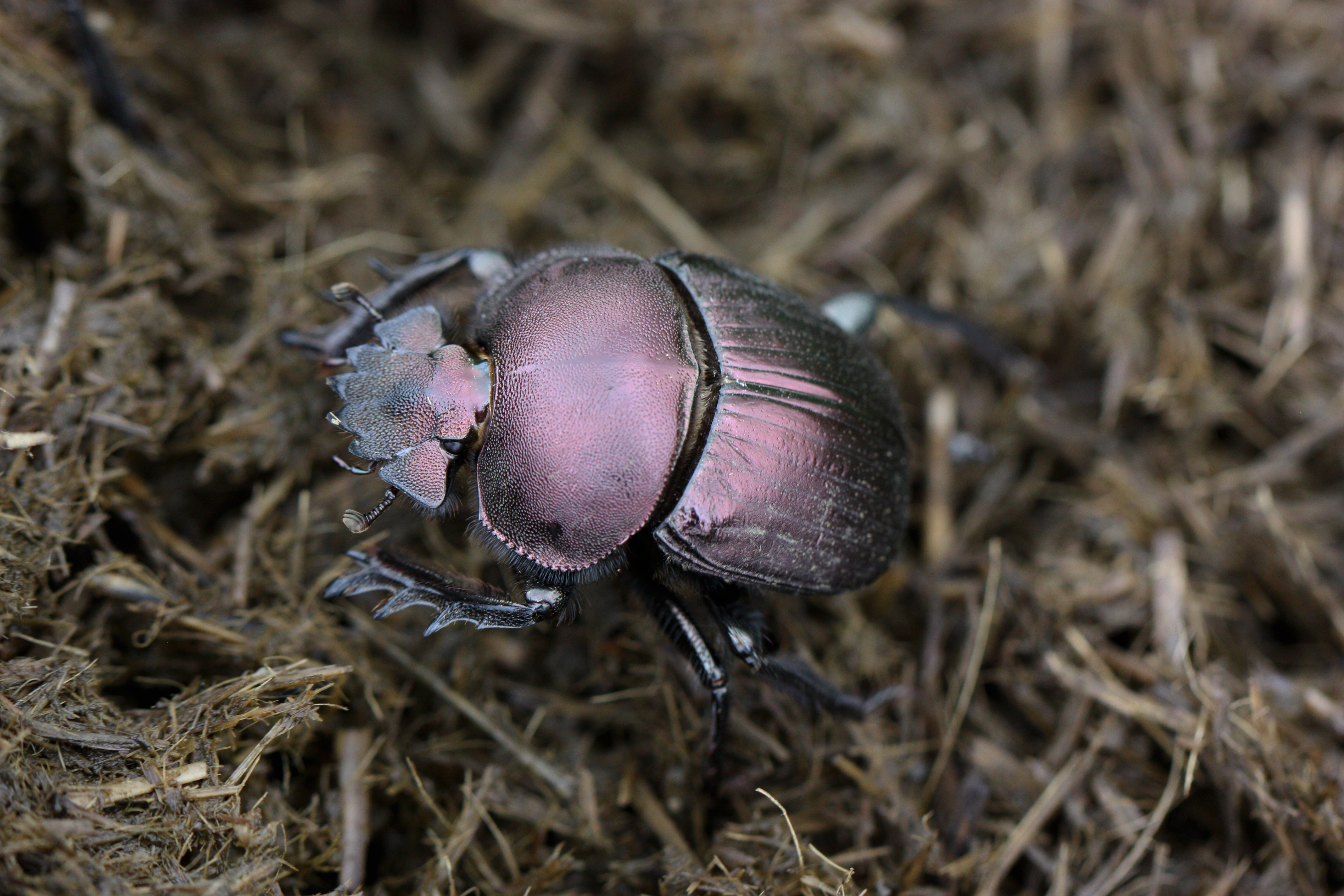
Anachalcos convexus
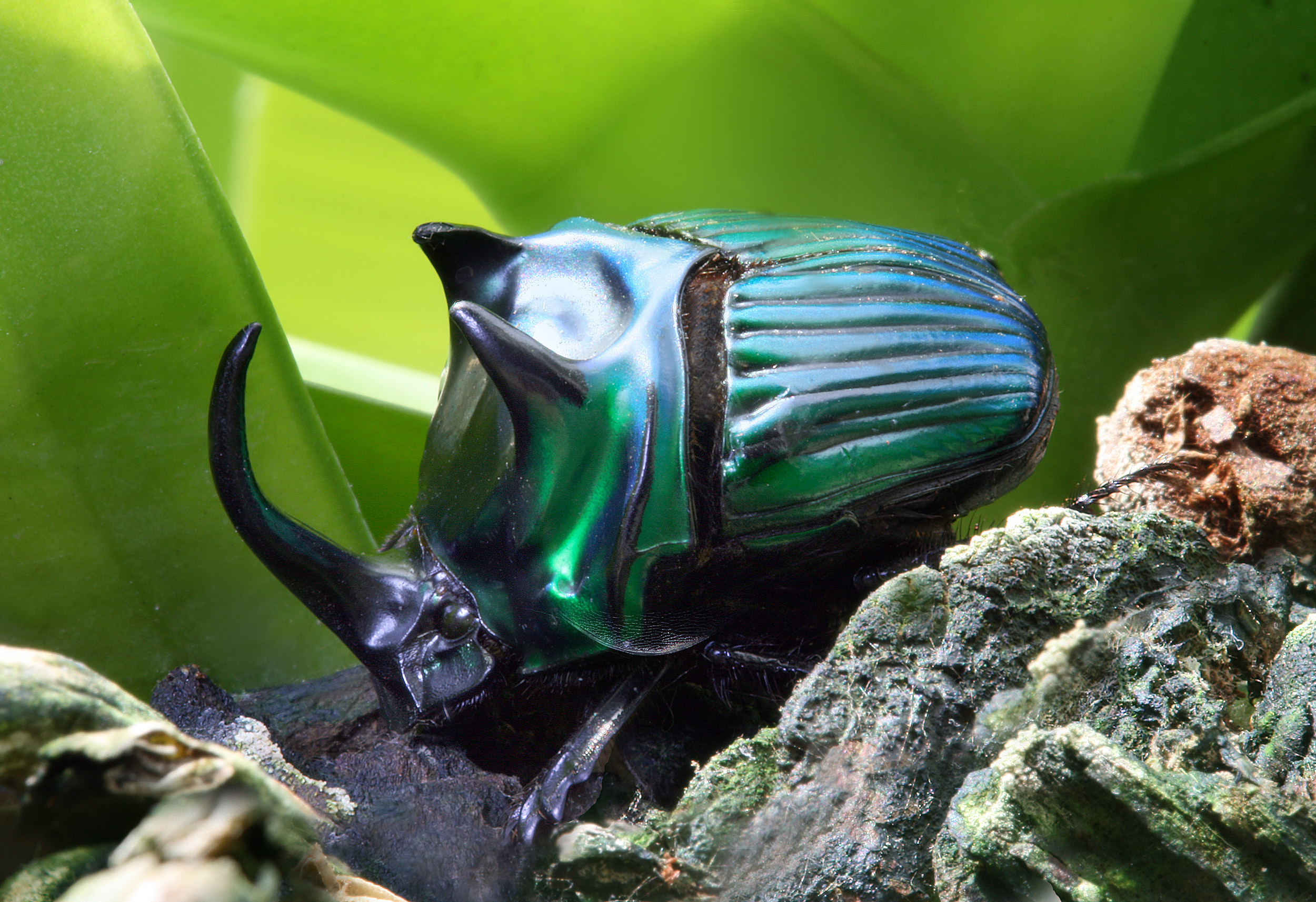
Oxysternon conspicillatum
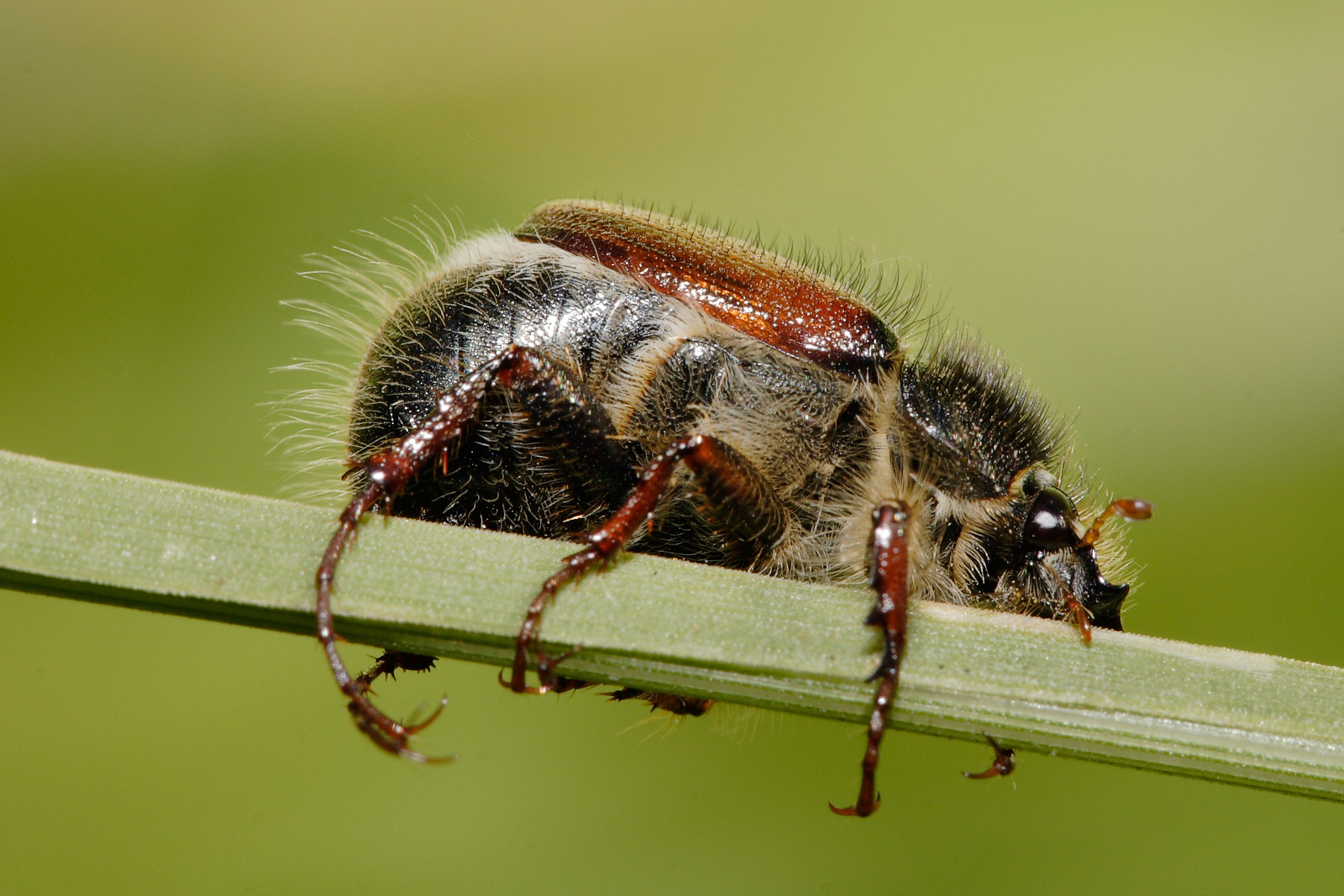
Liparetrus 종.
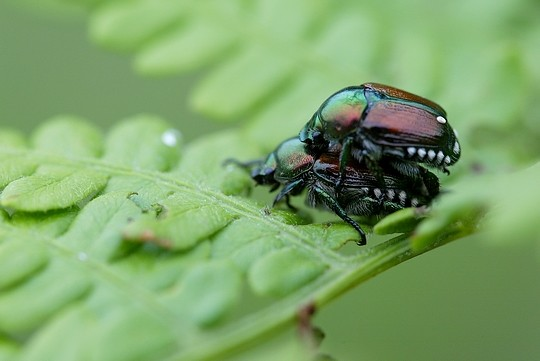
왜콩풍뎅이(Popillia japonica)
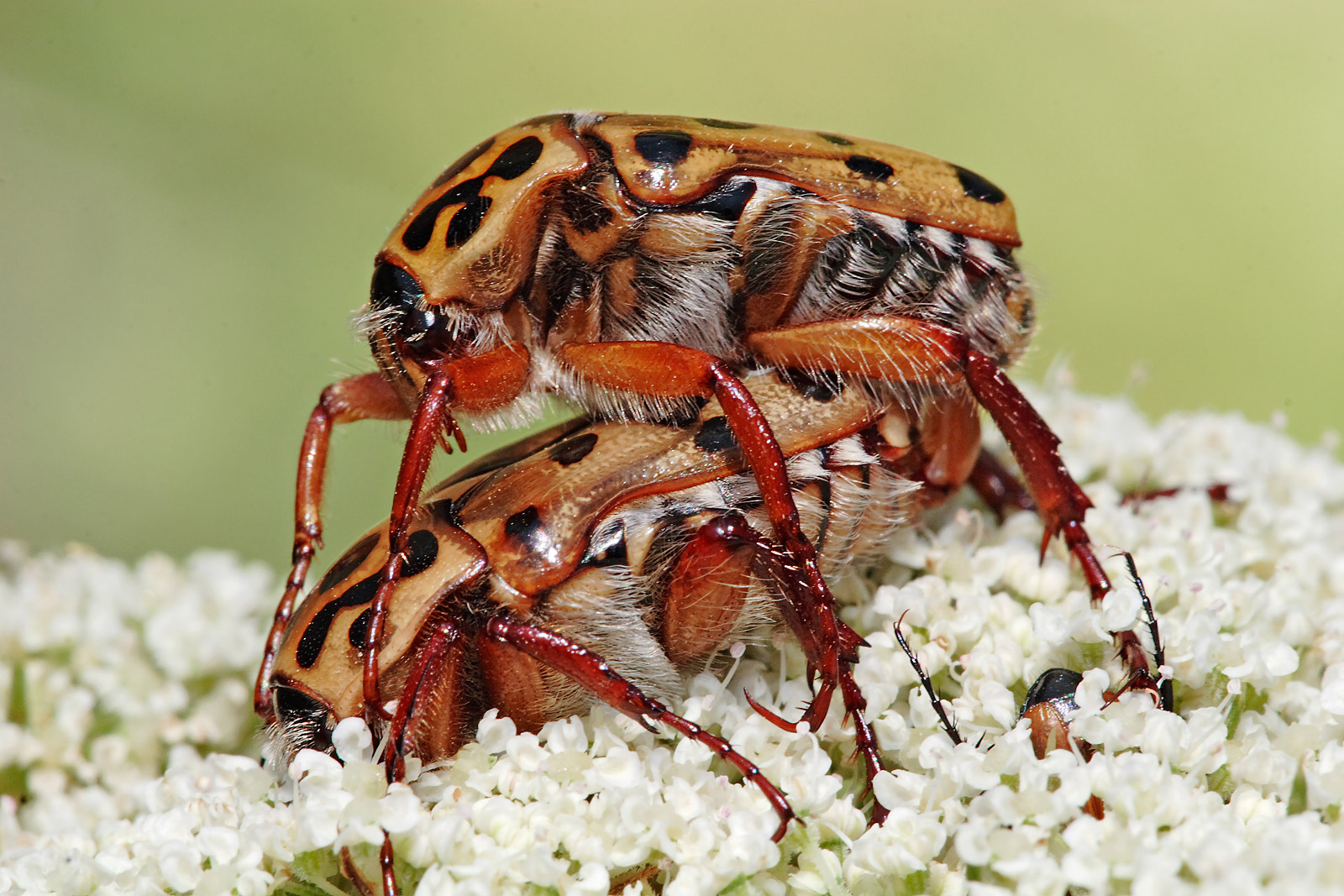
Polystigma punctatum
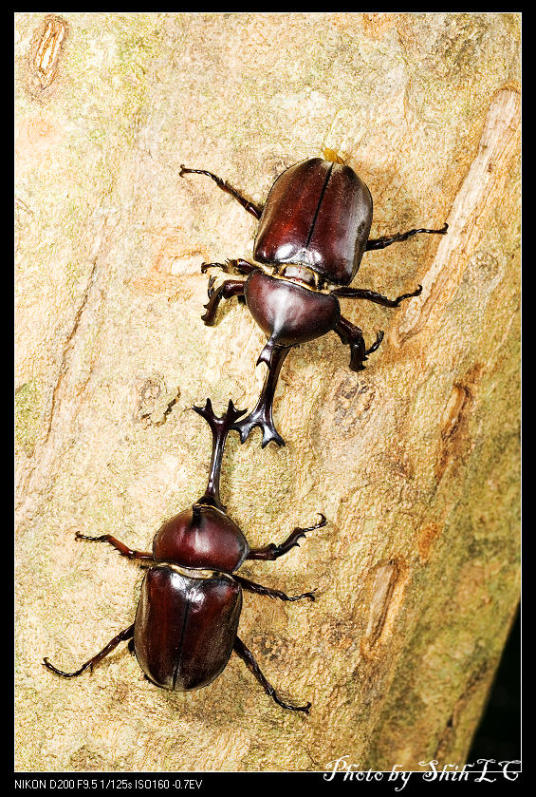
장수풍뎅이
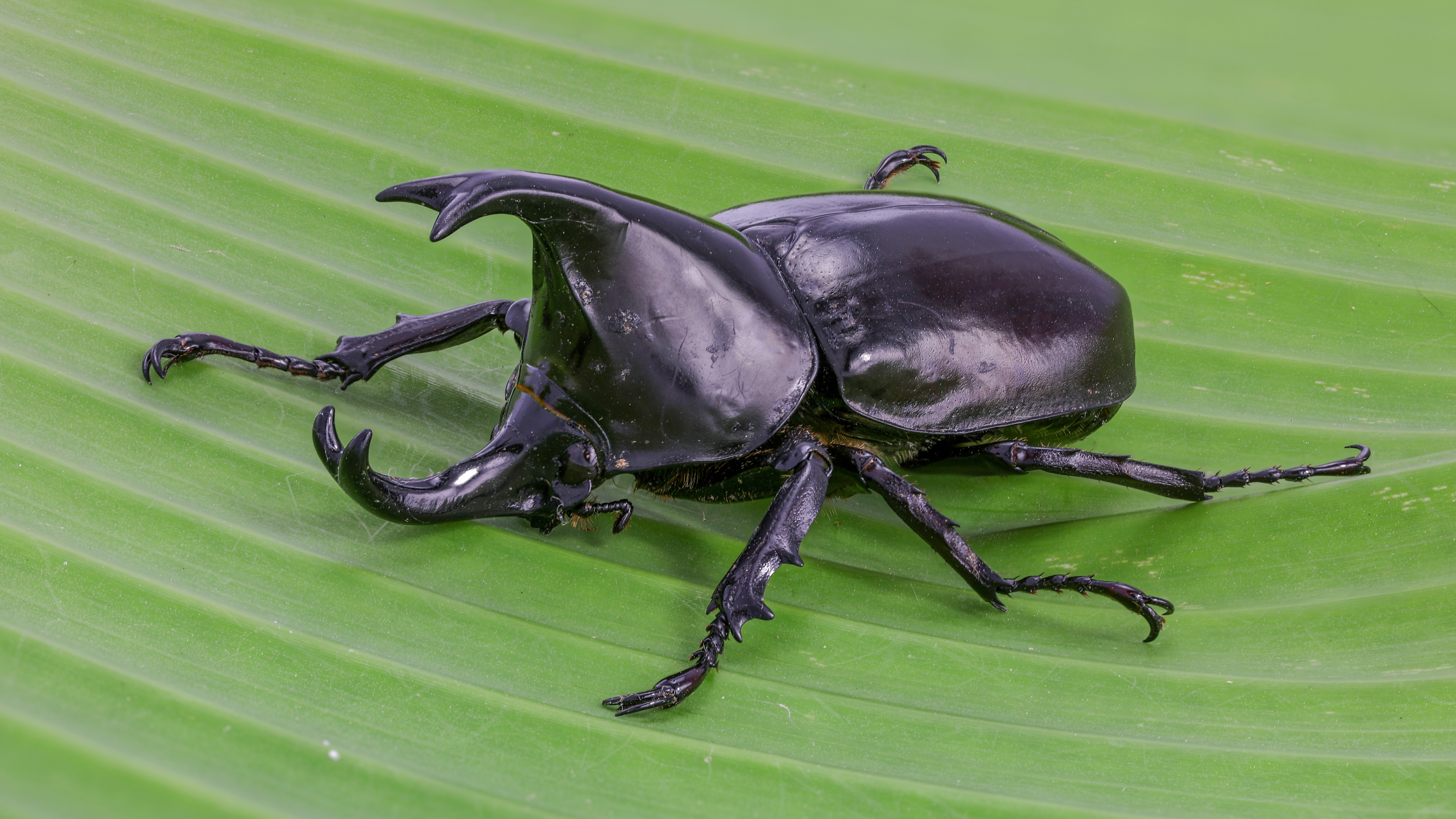
Xylotrupes socrates
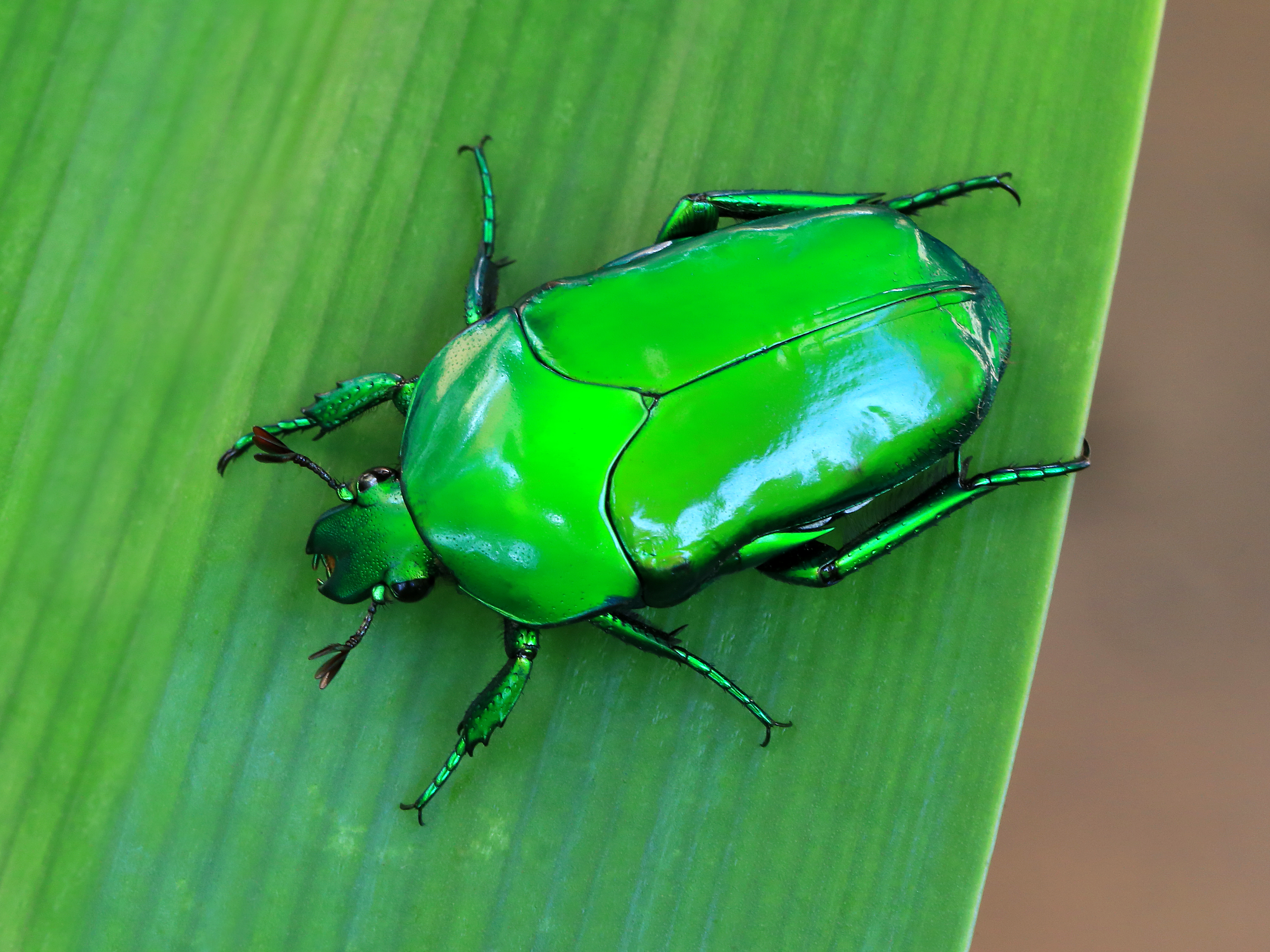
Ischiopsopha wallacei yorkiana
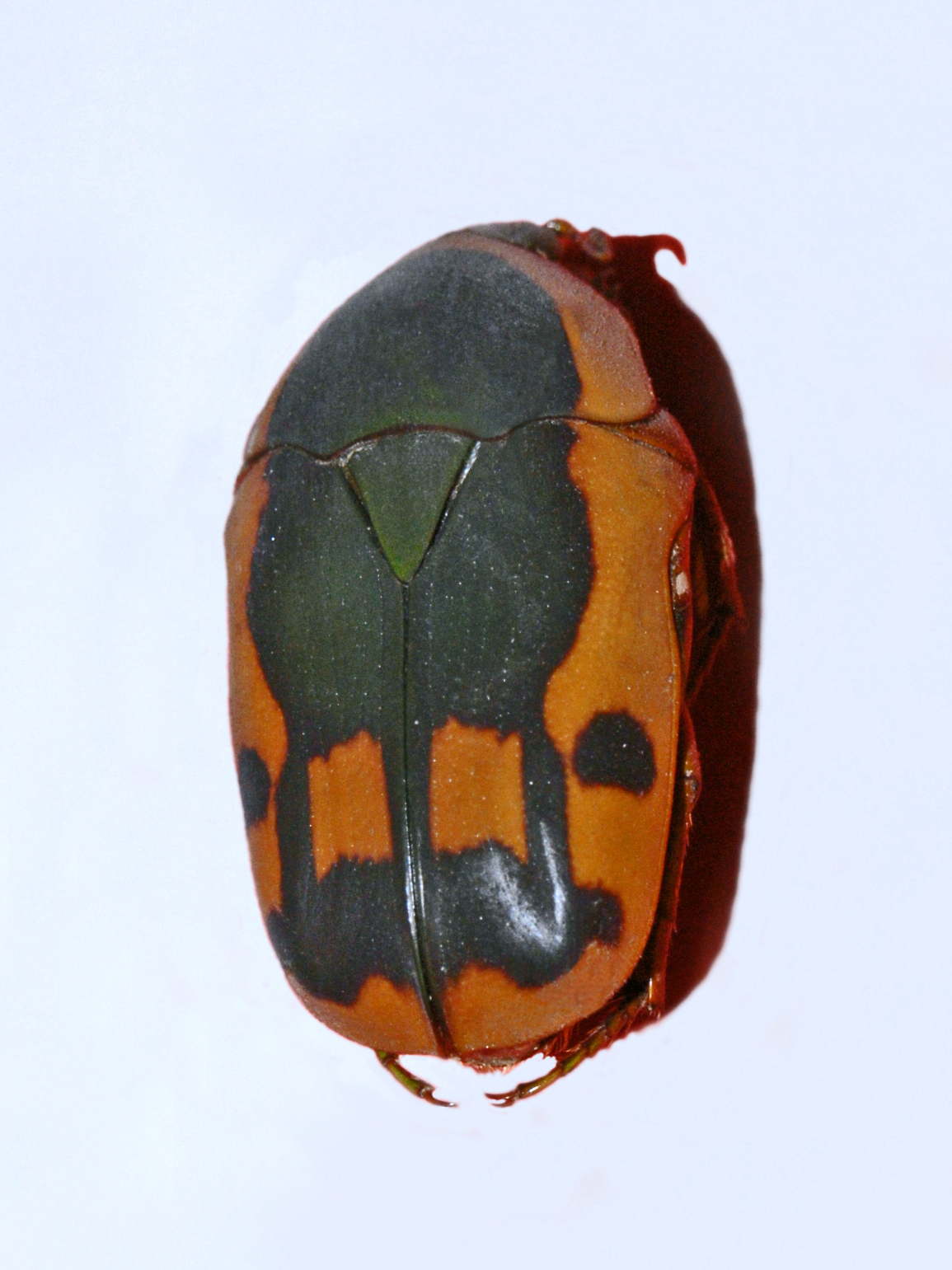
Marmylida impressa
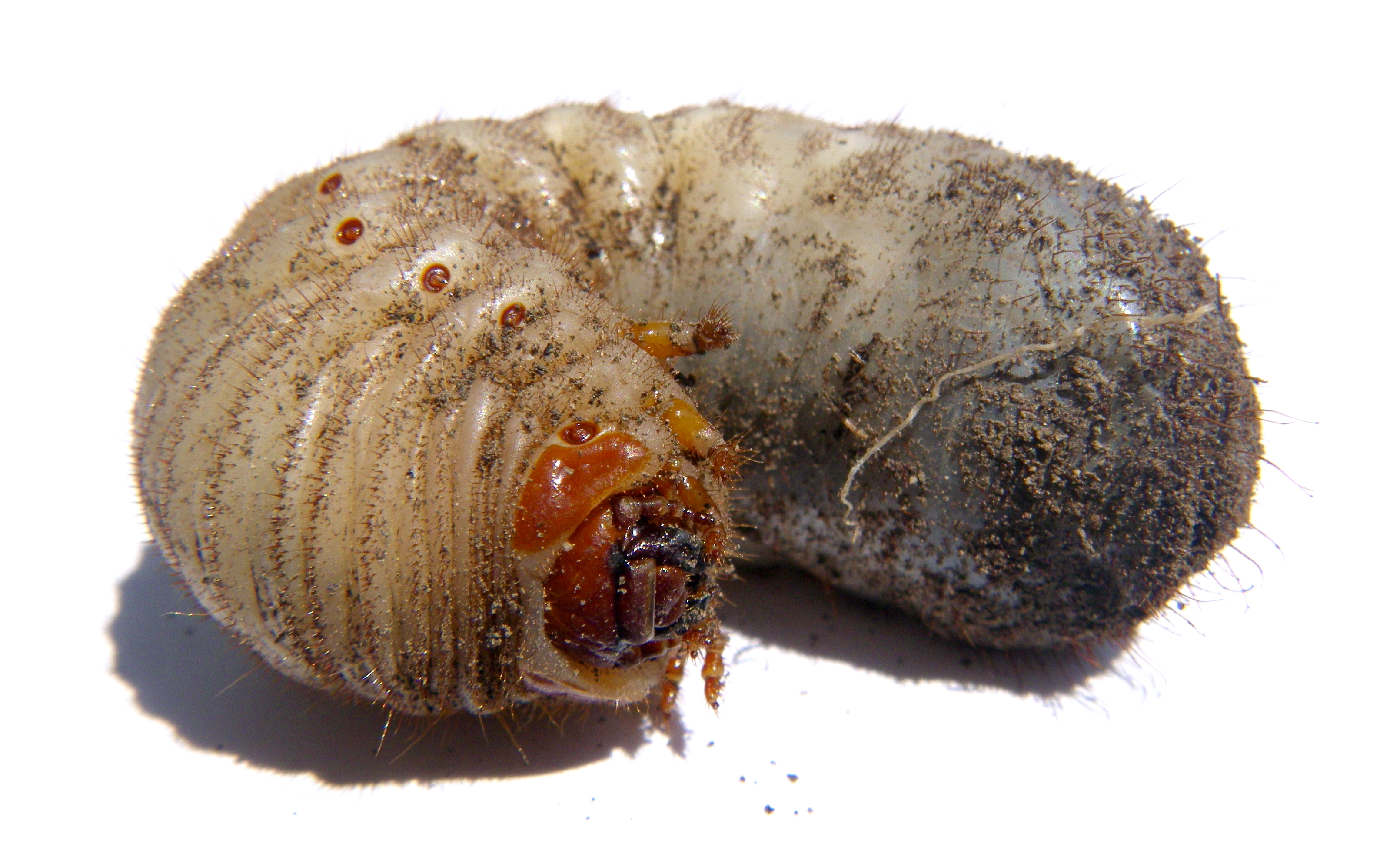
풍뎅이의 애벌레. (굼벵이)
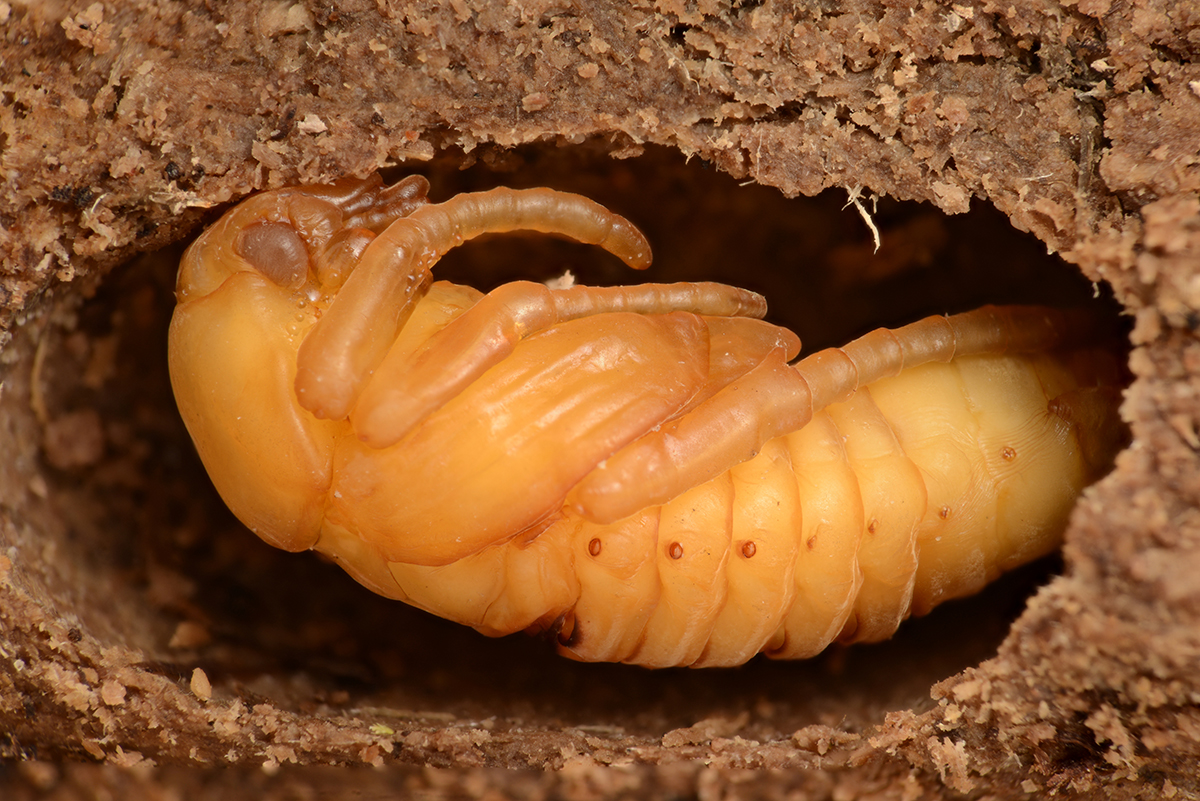
Trichius fasciatus 번데기.
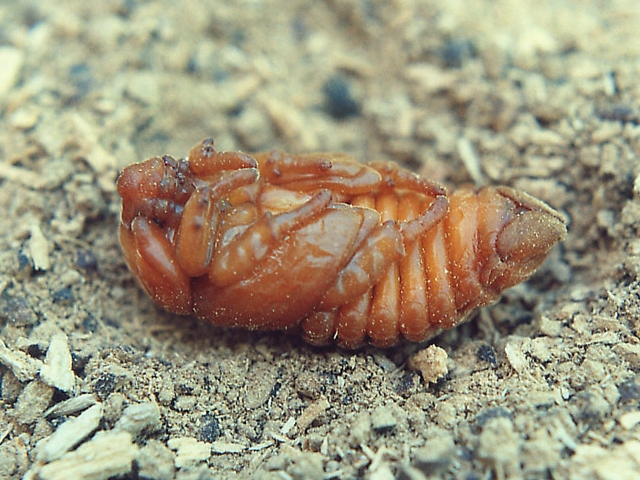
Oryctes nasicornis 번데기.

## 같이 보기
- 쇠똥구리아과

1. ↑  백문기. 한국 밤 곤충 도감. 자연과생태 2012